# 손우혁 (1983년)
손우혁(1983년 12월 17일 ~ )는 대한민국의 배우이다. 《기적의 오디션》에 참가해 우승을 차지했다.

## 학력
- 명신고등학교 졸업
- 성균관대학교 프랑스어문학과 학사

## 출연 작품

### 방송
- 《기적의 오디션》 (SBS, 2011년)

### 드라마
- 《내 연애의 모든 것》 (SBS, 2013년) - 박부산 역
- 《지성이면 감천》 (KBS1, 2013년)
- 《결혼의 여신》 (SBS, 2013년)
- 《세 번 결혼하는 여자》 (SBS, 2013년~2014년)
- 《KBS 드라마 스페셜 - 불청객》 (KBS2, 2013년)
- 《KBS 드라마 스페셜 - 곡비》 (KBS2, 2014년)
- 《골든크로스》 (KBS2, 2014년)
- 《뻐꾸기 둥지》 (KBS2, 2014년)
- 《가족의 비밀》 (tvN, 2014년~2015년) - 김치중 역
- 《그래, 그런거야》 (SBS, 2016년)
- 《하백의 신부 2017》 (tvN, 2017년)
- 《키스 먼저 할까요》 (SBS, 2018년) - 김형준 역
- 《수상한 장모》 (SBS, 2019년) - 안만수 역
- 《화양연화 - 삶이 꽃이 되는 순간》 (TVN, 2020년) - 경호 역
- 《바람과 구름과 비》 (TV조선, 2020년)
- 《달이 뜨는 강》 (KBS2, 2021년) - 태감 역

### 영화
- 《그것만이 내 세상》 (2018년) - 은하 남자친구 역
- 《사내본색》 (2016년) - 모텔 손님 역
- 《맛있는 비행》 (2015년) - 철이 역
- 《사도》 (2015년) - 홍낙인 역
- 《SF 가는 길》 (2013년) - 낙만 역

### 뮤지컬
- 《더플레이》 (2006년) - 우철 역
- 《두근두근》 (2008년) - 한 없이 외로운 남자역
- 《로맨틱 머슬》 (2016년) - 도재기, 오한길 역

## 수상 및 후보
- SBS 기적의 오디션 우승

| 연도 | 시상식       | 부문                             | 작품        | 결과 |
| ---- | ------------ | -------------------------------- | ----------- | ---- |
| 2019 | SBS 연기대상 | 장편드라마부문 남자 최우수연기상 | 수상한 장모 | 후보 |